# イルゼ・ラングナー
イルゼ・ラングナー(Ilse Langner, 1899年-1987年)は、ドイツの女性作家・ジャーナリスト。 
1929年に発表された反戦劇『エマ夫人は戦線後方で戦う』により、劇作家として知られるようになる。代表作は劇作『アメリカからの聖女』で、クリスチャン・サイエンス運動創始者メリー・ベーカー・エディを扱ったもの。同作は1931年にマックス・ラインハルト演出で初演された。1933年より世界各地を訪ね、その体験を旅行記として綴った。
作風にはシュールレアリズム、女性解放、反戦主義といった特徴が見られる。彼女の反戦主義的劇作は、ナチス政権下では上演禁止とされていた。

## 作品
- Der Mord in Mykene (1931)
- Amazonen (1933)
- Klytämnestra (1934-1947)
- Klytämnestra
- Iphigenie und Orest
- Iphigenie Smith kehrt Heim